# Основні напрямки розвитку ОВТ (2017)
Основні напрями розвитку озброєння та військової техніки на довгостроковий період — стратегія розвитку затверджена Кабінетом Міністрів України своїм розпорядженням від 14 червня 2017 №398-р, яка визначає основні напрями розвитку озброєння та військової техніки на довгостроковий період.
Проект розпорядження було розроблено на виконання Указу Президента України від 2 серпня 2016 року № 323/2016 "Про введення в дію Рішення Ради національної безпеки і оборони України від 20 травня 2016 року "Про заходи з розвитку оборонно-промислового комплексу України" відповідно до пункту 44 Воєнної доктрини України, затвердженої Указом Президента України від 24 вересня 2015 року № 555/2015.
Документ дає можливість впровадити єдині підходи до формування науково-технічного та технологічного набутку під час створення сучасних зразків озброєння та військової техніки з урахуванням потреб сектору безпеки і оборони держави, створити підґрунтя для розробки нових програм щодо розвитку ОВТ та визначити орієнтир для вітчизняних підприємств оборонно-промислового комплексу в напрямі розвитку ОВТ на довгостроковий період.

## Перспективна система озброєння сектору безпеки та оборони
Розроблення основних напрямів розвитку озброєння та військової (спеціальної) техніки на довгостроковий період сприяє визначенню необхідних складових перспективної системи озброєння Збройних Сил, інших військових формувань сектору безпеки і оборони.
Система озброєння — збалансована багаторівнева організаційно-технічна система, яка є сукупністю функціонально пов’язаних і організаційно впорядкованих за структурою видів та родів військ, бойових засобів і засобів забезпечення, призначених для виконання завдань силами оборони.
У визначеній перспективі розвиток основних складових системи озброєння відбувається еволюційним шляхом та базується на загальносвітових тенденціях розвитку озброєння та військової (спеціальної) техніки, а саме розвитку:
- сучасних засобів розвідки, зв’язку, захисту інформації та автоматизованого управління;
- роботизованих, автономних і дистанційно керованих зразків озброєння та військової техніки різного призначення та базування
- високотехнологічних, високоточних засобів ураження у складі розвідувально-ударних систем, у тому числі великої дальності;
- високоефективних, багатофункціональних зразків бойової і спеціальної техніки наземного, морського та повітряного базування;
- сучасних систем і засобів радіоелектронної боротьби, протидії технічним розвідкам та високоточній зброї противника;
- сучасних інформаційних засобів для боротьби в інформаційному просторі.

### ОВТ Сухопутних військ та окремих родів військ

#### Бронетанкове озброєння і техніка
Уніфікація основних класів бойових машин та розроблення на їх базі бойових систем за оптимальними варіантами забезпечення основних тактико-технічних вимог (висока мобільність, підвищена вогнева потужність та захищеність, інтегрованість у мережоцентричну систему ведення бойових дій) з урахуванням модульності конструкції.
Основні бойові танки
створення та оснащення військових частин (підрозділів) зразками нового покоління з виносним озброєнням і розміщенням екіпажу в броньованій капсулі корпусу машини;
підвищення рівня бойових можливостей наявного танкового парку шляхом оснащення новими і модернізованими системами та сучасними засобами зв’язку, автоматизації, управління, навігації.
Бойові броньовані машини
створення та оснащення підрозділів бойовими броньованими машинами нового покоління з виносним озброєнням (бойовим модулем), а саме: важкими бойовими машинами піхоти, колісними бронетранспортерами та іншими уніфікованими з ними зразками;
підвищення рівня бойових можливостей наявного парку бойових броньованих машин шляхом ремонту і проведення значної їх модернізації;
впровадження на нових та модернізованих зразках бойових броньованих машинах сучасних засобів маскування і захисту машин та особового складу;
оснащення наявного парку бойових броньованих машин сучасними засобами зв’язку, автоматизації, управління навігації.

#### Ракетно-артилерійське озброєння
Оснащення військових частин (підрозділів) реактивними снарядами підвищеної ефективності, в тому числі високоточними, значна модернізація всіх типів наявних ракетних систем залпового вогню.
Створення оперативно-тактичного ракетного комплексу та його серійне виробництво для потреб Збройних Сил.
Модернізація наявних артилерійських систем з боєкомплектом високоточних боєприпасів.
Створення та оснащення військових частин (підрозділів) артилерійськими системами калібру 155 міліметрів (боєприпасів до них) з поступовою заміною наявних артилерійських систем калібру 152 міліметри. Переведення на стандарт НАТО (120 міліметрів) танкової гармати, автомата зарядження та боєприпасів.
Створення сучасних зразків самохідного мінометного озброєння та оснащення ними артилерійських підрозділів.
Оснащення артилерійських підрозділів сучасними звукометричними, радіолокаційними, оптичними (електронно-оптичними) комплексами артилерійської розвідки та комплексами управління вогнем, у тому числі з використанням безпілотних літальних апаратів.
Створення автоматизованої системи управління артилерією з використанням геоінформаційних систем (технологій) та цифрових карт місцевості для проведення відповідних артилерійських розрахунків (вирішення інформаційно-аналітичних задач) у режимі реального часу.

#### Автомобільна техніка
Забезпечення військових частин (підрозділів) сучасними зразками автомобільної техніки різного призначення, створеними на базі уніфікованих зразків із колісною формулою 4 х 4, 6 х 6, 8 х 8 з підвищеними характеристиками мобільності, прохідності, автономності, економічності та захищеності особового складу.
Створення спеціалізованих автомобілів для оснащення ними військових частин (підрозділів) Сухопутних військ, Високомобільних десантних військ, Сил спеціальних операцій та інших військових формувань сектору безпеки і оборони.
Розроблення зразків автомобільної техніки з комбінованими (гібридними) силовими установками.

#### Армійська авіація
Забезпечення льотної придатності та модернізація за визначеними варіантами бойових та транспортно-бойових гелікоптерів з метою поліпшення їх тактико-технічних характеристик, підвищення рівня надійності функціонування та ефективності застосування за цільовим призначенням, продовження експлуатації (за технічним станом).
Основні напрями модернізації гелікоптерів:
- оснащення новими силовими установками для поліпшення льотно-технічних характеристик та збільшення корисного навантаження;
- встановлення сучасного авіаційного та радіоелектронного обладнання для розширення можливостей щодо виконання бойових завдань, підвищення експлуатаційної надійності та контролепридатності;
- оснащення сучасними оглядово-прицільними системами та авіаційними засобами ураження;
- обладнання вертольотів сучасними бортовими засобами індивідуального захисту;
- оснащення сучасним бортовим радіолокаційним, оптичним та оптико-електронним обладнанням для забезпечення виконання завдань за обмеженої видимості та в нічний час;
- упровадження сучасної апаратури інформаційно-керуючого поля кабіни екіпажу.

Розроблення (за необхідності в кооперації з країнами-партнерами) нових багатоцільових гелікоптерів, серійне виробництво та постачання до військових частин (підрозділів) Збройних Сил та інших військових формувань сектору безпеки і оборони держави.

#### Засоби протиповітряної оборони
Розроблення та оснащення військових частин (підрозділів):
- сучасними засобами автоматизації усіх ланок бойового управління;
- зенітними ракетними (ракетно-артилерійськими) комплексами ближньої дії, малої дальності та зенітними керованими ракетами до них;
- новими сучасними та модернізованими переносними зенітними ракетними комплексами.

Продовження у разі можливості строків експлуатації зенітних ракетних комплексів і модернізація зенітних ракетних комплексів малої дальності та ближньої дії.

#### Робототехнічні комплекси
Створення лінійки дистанційно керованих базових платформ різної вантажопідйомності для встановлення бойових модулів і спеціального обладнання.
Розроблення та виробництво модулів озброєння та спеціального обладнання для встановлення на робототехнічних комплексах різних типів.
Розроблення універсальних блоків (разом із контролерами) для інтегрування в будь-які наземні зразки та перетворення їх у безекіпажні з можливістю захищеного приймання (передачі) інформації від автоматизованих систем управління військами (силами).
Розроблення та оснащення військових частин (підрозділів) уніфікованими безпілотними авіаційними комплексами різного призначення (в тому числі бойовими) тактичного та оперативно-тактичного рівня.

#### Бойове оснащення військовослужбовців
Оснащення військових частин (підрозділів) сучасними вітчизняними зразками стрілецької зброї, які відповідають світовим стандартам щодо засобів прицілювання, дальності та точності стрільби, кулепробиття, боєкомплекту, ваговим показникам тощо.
Розроблення, виробництво багатофункціональної бойової екіпіровки військовослужбовців, у тому числі сучасних засобів індивідуального захисту особового складу.

### ОВТ Сил спеціальних операцій та Високомобільних десантних військ
Забезпечення зразками спеціального стрілецького озброєння, високоефективними засобами розвідки, оптико-електронного спостереження та прицілювання.
Розроблення мобільних зразків зброї (піхотних мінометів) з високоточними боєприпасами.
Створення уніфікованої бойової машини десанту з можливістю повітряного десантування та високонадійних сучасних засобів десантування особового складу та бойової техніки.

### ОВТ Повітряних Сил

#### Авіаційна техніка
Тактична авіація
Відновлення та модернізація наявного парку бойових літаків тактичної авіації з метою підвищення рівня бойових можливостей та продовження строку експлуатації (за технічним станом).
Основними напрямами модернізації наявного парку літаків тактичної авіації є:
- забезпечення багатофункціональності використання;
- розширення номенклатури авіаційних засобів ураження, насамперед за рахунок високоточних боєприпасів та крилатих ракет;
- упровадження сучасної апаратури інформаційно-керуючого поля кабіни екіпажу;
- створення цифрової системи захищеного зв’язку і оперативного обміну даними за принципом “літак — літак”, “літак — наземний (повітряний) пункт управління”.

Оснащення літаків:
- сучасними цифровими прицільно-навігаційними комплексами та засобами супутникової навігації;
- ефективними бортовими (підвісними) засобами індивідуального та групового захисту;
- сучасними цифровими засобами повітряної розвідки, в тому числі контейнерного типу.

Оновлення парку літаків тактичної авіації шляхом розроблення в кооперації з країнами-партнерами (ліцензійного виробництва) багатоцільових бойових літаків із бойовою ефективністю на рівні літаків покоління “4+”.
Військово-транспортна та спеціальна авіація
Модернізація наявного парку літальних апаратів до рівня сучасних вимог та забезпечення їх льотної придатності і експлуатації (за технічним станом) із поступовим оснащенням авіаційних підрозділів перспективними зразками військово-транспортної та спеціальної авіації.
Основні напрями удосконалення літаків військово-транспортної та спеціальної авіації:
- оснащення літаків сучасними бортовими засобами індивідуального захисту;
- впровадження сучасних бортових засобів запобігання виникненню аварійних ситуацій та підвищення надійності і автономності їх експлуатації;
- оснащення сучасними цифровими багатоканальними засобами зв’язку та обміну даними;
- автоматизація режимів пілотування, навігації та цільового застосування.

Оновлення парку легких патрульних літаків, оснащених сучасними засобами зв’язку, інтегрованого в систему охорони державного кордону, трекінговими системами, гіростабілізованими оптико-електронними системами.
Навчально-тренувальні літаки
Модернізація та забезпечення льотної придатності наявних літаків з метою експлуатації їх (за технічним станом).
Створення та виробництво легкого вітчизняного реактивного (турбогвинтового) навчально-тренувального літака та його бойових (розвідувальних) модифікацій для підготовки льотного складу та виконання інших завдань.
Гелікоптерна техніка
Відновлення та модернізація за визначеними варіантами наявного парку вертольотів з метою підвищення їх ефективності та продовження експлуатації (за технічним станом).
Створення, в тому числі за участю виробників країн-партнерів, нових (модернізованих) легких багатоцільових вертольотів для підготовки та підтримання необхідного рівня підготовки льотного складу і виконання інших завдань (у тому числі патрульних та транспортно-патрульних, інтегрованих у систему охорони державного кордону).
Безпілотні авіаційні комплекси
Створення, у тому числі за участю виробників країн-партнерів, і оснащення військових частин (підрозділів) Збройних Сил та інших військових формувань сектору безпеки і оборони держави сучасними уніфікованими безпілотними авіаційними комплексами різного цільового призначення з подальшою їх інтеграцією до систем зв’язку та автоматизованого управління військами (силами).

#### Техніка зенітних ракетних військ
Розроблення (за необхідності у кооперації з країнами-партнерами):
- перспективного зенітного ракетного комплексу середньої дальності;
- нових типів зенітних керованих ракет для зенітних ракетних систем і комплексів;
- засобів автоматизації зенітних ракетних комплексів для оснащення автоматизованих командних пунктів та підрозділів зенітних ракетних військ.

Розроблення, виготовлення і оснащення необхідними комплектувальними виробами та засобами протидії технічним розвідкам наявних зенітних ракетних систем і комплексів, що перебувають на озброєнні, для забезпечення подальшої їх експлуатації та модернізації.

#### Техніка радіотехнічних військ
Оновлення радіолокаційного озброєння шляхом модернізації, ремонту та продовження ресурсу наявних зразків радіолокаційної техніки.
Створення автоматизованої системи управління підрозділами авіації та протиповітряної оборони Збройних Сил шляхом оснащення комплексами засобів автоматизації пунктів управління військових частин.
Оснащення підрозділів радіотехнічного забезпечення польотів новітніми радіолокаційними системами посадки та автоматизованими командно-диспетчерськими пунктами.
Оснащення радіотехнічних військ модернізованими зразками радіолокаційної техніки, розроблення нових перспективних радіолокаційних станцій кругового огляду метрового та дециметрового діапазонів хвиль, радіолокаційних станцій із цифровою антенною решіткою.
Розроблення нових комплексів засобів автоматизації та передачі радіолокаційної інформації, а також забезпечення їх функціонування в Єдиній автоматизованій системі управління Збройних Сил (С4ISR).
Розроблення та забезпечення сучасними оглядовими автоматичними радіолокаційними станціями з дистанційним управлінням (в тому числі розміщеними на вежах) з цифровими антенними решітками для потреб розвідувальних та охоронних структур сил безпеки і оборони.

### ОВТ Військово-Морських Сил

#### Корабельний склад та інфраструктура
Нарощення корабельного складу шляхом розроблення і будівництва, таких кораблів, катерів та суден забезпечення, в тому числі за участю виробників країн-партнерів, або отримання їх у рамках міжнародної технічної допомоги:
- багатоцільового корабля класу “корвет”;
- ракетного катера нового покоління;
- малого броньованого артилерійського катера;
- десантно-штурмового та протидиверсійного катера;
- сучасного розвідувального катера;
- десантних кораблів різних класів;
- кораблів і катерів патрульного класу для охорони територіального моря та виключної (морської) економічної зони;
- безекіпажних підводних апаратів різного призначення;
- нових типів суден забезпечення різного призначення.

Проведення модернізації та планових ремонтів бойових кораблів, катерів та суден забезпечення, що перебувають у складі Збройних Сил та інших військових формуваннях сектору безпеки і оборони.
Відродження підводних і мінно-тральних сил флоту, будівництво нових мінно-тральних кораблів та малих підводних човнів.
Створення Єдиної системи висвітлення морської обстановки шляхом формування системи берегового спостереження за надводною обстановкою, висвітлення підводної обстановки та забезпечення технічної можливості доведення інформації про неї до всіх користувачів сектору безпеки та оборони в реальному часі, інтеграція їх до Єдиної автоматизованої системи управління Збройних Сил (С4ISR).

#### Засоби берегової оборони
Розроблення та оснащення берегових військових частин (підрозділів) новітніми зразками озброєння, насамперед сучасними береговими ракетними комплексами наземного базування та ракетами (крилатими ракетами) до них.

#### Морська авіація
Забезпечення льотної придатності і модернізація наявного парку літальних апаратів з метою підвищення їх ефективності та продовження експлуатації.
Розроблення нового вітчизняного патрульного літака.
Оновлення парку літальних апаратів шляхом придбання спеціалізованих вертольотів, насамперед вітчизняної розробки та виробництва.
Оснащення військових частин (підрозділів) Військово-Морських Сил розвідувальними безпілотними авіаційними комплексами тактичного та оперативно-тактичного рівня.

#### Засоби озброєння
Розроблення та оснащення бойових кораблів та катерів:
- протикорабельними ракетними комплексами корабельного базування, зокрема крилатими ракетами;
- зенітним ракетним комплексом самооборони корабельного базування;
- сучасними цифровими багатоканальними засобами зв’язку та обміну даними.

Створення та оснащення надводних кораблів та підводних човнів універсальним корабельним торпедним комплексом.
Розроблення і оснащення військових частин (підрозділів) новими засобами ураження та боєприпасами.
Розроблення та впровадження системи протиторпедного захисту на основі гідроакустичного спостереження.
Оснащення військових частин (підрозділів) спеціальними морськими засобами зв’язку.

### ОВТ спеціальних військ

#### Техніка та засоби радіоелектронної боротьби
Розроблення:
- малогабаритних передавачів перешкод для виконання завдань із радіоелектронної блокади та радіоелектронного захисту військ і об’єктів від радіокерованих засобів підриву боєприпасів;
- засобів виявлення та блокування технічних каналів витоку інформації, в тому числі технічних каналів, що створюються у результаті застосування закладних пристроїв;
- засобів радіоелектронної розвідки і придушення, що сумісні із засобами автоматизації управління;
- апаратури радіоелектронної боротьби для безпілотних літальних апаратів.

Створення багатофункціональних засобів радіоелектронної боротьби для забезпечення десантних операцій та мобільних дій.
Інтегрування засобів оптико-електронних перешкод і засобів радіоперешкод у складі бортових комплексів радіоелектронної боротьби авіації та розроблення бортових активних засобів радіоелектронного придушення.
Впровадження інтелектуальних систем управління засобами радіоелектронної боротьби для протидії засобам технічних розвідок і управління високоточною зброєю наземного, повітряного та морського базування.
Розроблення перспективних засобів зняття інформації з різних каналів передачі даних, спеціалізованих комплексів передачі відео- та аудіоінформації радіоканалами у цифровому форматі, конкурентоздатних, з іноземними аналогами закладних пристроїв, засобів і методів їх встановлення.
Створення засобів функціонального ураження (електромагнітної зброї) радіоелектронних засобів.

#### Техніка зв’язку та автоматизації
Виробництво високотехнологічних засобів (комплексів) зв’язку та забезпечення кіберзахисту разом з передовими країнами світу в галузі телекомунікацій.
Створення і нарощення системи захисту інформації (у тому числі мобільних комплексів) та кіберзахисту в інформаційно-телекомунікаційних системах Збройних Сил, інших військових формувань сектору безпеки і оборони.
Удосконалення стаціонарної та мобільної складової системи зв’язку Збройних Сил, інших військових формувань сектору безпеки і оборони шляхом створення єдиних систем адресації та маршрутизації (стаціонарної складової — за регіональним принципом виходячи із стратегічних, оперативних завдань, вимог територіальної оборони; мобільної — за ієрархічним принципом).
Створення системи захищеного супутникового зв’язку в інтересах Збройних Сил як основи для подальшого створення системи супутникового зв’язку сектору безпеки і оборони.
Створення автоматизованих мереж захищеного радіозв’язку на платформі програмованих радіозасобів “Software-Defined Radio” та розгортання мереж широкосмугового високошвидкісного радіодоступу.
Формування Єдиної автоматизованої системи управління Збройних Сил (С4ISR) та інтеграція до неї автоматизованих систем усіх видів та спеціальних військ.
Заміна у повному обсязі радіозасобів виробництва колишнього СРСР цифровими засобами радіозв’язку вітчизняного та іноземного виробництва.

#### Топографо-геодезичні та навігаційні засоби
Розроблення (за необхідності в кооперації з країнами-партнерами):
- космічних систем дистанційного зондування Землі високої просторової розрізненості;
- рухомих комплексів геоінформаційного забезпечення;
- супутникових навігаційних систем та засобів;
- комплексних систем навігації.

Створення інфраструктури геопросторових даних та впровадження у діяльність органів усіх рівнів геоінформаційних систем і технологій.
Перехід до стандартів НАТО у сфері використання даних від космічних систем дистанційного зондування Землі та створення і використання геопросторових даних.

#### Засоби інженерного озброєння
Розроблення багатофункціональної інженерно-саперної машини, інженерних боєприпасів і пристроїв керування ними, а також мобільних бастіонних споруд різного призначення.
Модернізація наявного понтонного парку, бойових машин розмінування, плаваючих транспортерів.

#### Техніка радіаційного, хімічного та біологічного захисту
Будівництво та впровадження комплексів автоматизованого контролю за переміщенням радіоактивних речовин та ядерних матеріалів, у тому числі мобільних.
Розроблення та виробництво:
- приладів розвідки бойових отруйних речовин та біологічних агентів для машин радіаційної, хімічної та біологічної розвідки;
- багатофункціональної машини спеціальної обробки озброєння, військової (спеціальної) техніки, матеріальних засобів та ділянок місцевості;
- нових високоефективних рецептур для проведення спеціальної обробки та технологій їх застосування;
- нових аерозольних засобів із маскувальним ефектом у міліметровому, інфрачервоному та видимому діапазонах спектра.

#### ОВТ на нетрадиційних принципах дії
Розроблення:
- зразків зброї з використанням генераторів електромагнітного імпульсу (засобів розмінування, електромагнітних бомб, керованих ракет тощо);
- бойової лазерної системи для ураження повітряних і наземних цілей;
- радіочастотної зброї в міліметровому діапазоні довжин хвиль — за умови постачання потужних генераторних приладів від іноземних партнерів;
- зброї нелетальної дії.

#### Технічні засоби служб тилу
Розроблення високоефективних, багатофункціональних нових та модернізованих зразків технічних засобів служб тилу, в тому числі модульного типу, з підвищеними характеристиками мобільності, автономності, продуктивності, економічності та необхідним рівнем захищеності особового складу.

## Розвиток перспективних виробів та технологій у сфері виробництва

### Вироби та технології щодо ураження та захисту особового складу та техніки
Підвищення рівня захищеності та живучості бронетехніки, літальних апаратів, систем спостереження та наведення озброєння та військової (спеціальної) техніки.
Розроблення:
- патронів із кулями підвищеного бронепробиття для стрілецької зброї;
- снарядів із програмованим підривом;
- технологій активного та динамічного захисту, захисту боєприпасів, які використовують різні принципи деструктивної дії, що підлітають;
- систем спостереження, селекції та розпізнавання цілей, визначення їх координат та параметрів руху;
- генераторних приладів міліметрового діапазону із середньою потужністю більше 50 кВт (аналог гіротрона), що необхідно для збільшення дальності ураження об’єктів перспективними зразками електромагнітної зброї;
- апаратно-програмного комплексу оброблення радіолокаційної інформації для невипромінюючої мобільної багатопозиційної радіолокаційної системи протиповітряної оборони.

Розроблення технологій:
- виробництва комплекту бойового екіпірування військовослужбовця (засобів системи управління, що функціонально об’єднує засоби зв’язку, розвідки, розпізнавання, обробки і відображення інформації, орієнтування і навігації, портативних зарядних пристроїв, засобів перетворення і передачі електроенергії, контролю працездатності складових підсистеми енергозабезпечення за умови забезпечення їх обмеженої ваги);
- протимінного захисту бойових броньованих машин та особового складу;
- зниження помітності об’єктів і викривлення їх характерних ознак в основних фізичних полях;
- виготовлення базового ряду надвисокочастотних потужних приладів для радіоелектронних засобів;
- виготовлення фотодетекторів для інфрачервоного діапазону (за замкненим циклом).

Пошук нових матеріалів та технологій для захисту живої сили, наземної та повітряної техніки (композиційні наноструктуровані маскувальні покриття з високою теплопровідністю для зменшення ймовірності виявлення в інфрачервоному діапазоні спектра літальних апаратів, бронетанкової та автомобільної техніки засобами спостереження, виявлення, розпізнавання).

### Інформаційні та комунікаційні технології
Розроблення:
- завадозахищених та шифрованих каналів управління безпілотними літальними апаратами, передачі даних з борту безпілотного літального апарата та їх інтеграції в Єдину автоматизовану систему управління Збройних Сил (С4ISR);
- вітчизняного модуля шифрування даних, що відповідає встановленим вимогам щодо криптографічної стійкості, з можливістю його використання з радіозасобами вітчизняного та іноземного виробництва як вбудованого пристрою;
- інформаційних технологій спеціального призначення, в тому числі ефективних систем захисту від інформаційної зброї.

Розроблення технологій:
- для перевірки концепцій і технічних рішень без створення фізичних аналогів і проведення їх випробувань;
- створення системи розпізнавання цілей (особовий склад, техніка) за принципом “свій—чужий”.

### Оптичні технології
Створення електронно-оптичних перетворювачів або матричних пристроїв іншого типу, які працюють у видимому та інфрачервоному діапазонах, до приладів нічного бачення, та оптико-електронних систем виявлення (реєстрації) лазерного випромінювання далекомірів, систем управління головками самонаведення снарядів, ракет в оптичному діапазоні спектра.
Розроблення технології створення оптичної кераміки та на її основі дослідних зразків обтікачів інфрачервоних головок самонаведення керованих ракет “повітря—повітря”, зенітних ракет “земля—повітря”, оптичних систем та захисних вікон.

### Хімічні технології
Створення синтетичних каучуків для високоенергетичних твердих ракетних палив.
Розроблення технології виробництва високоенергетичного твердого палива високої міцності.

### Технології матеріалознавства
Розроблення технологій:
- визначення стійкості деталей, вузлів, агрегатів (комплектувальних виробів) об’єктів авіаційної техніки щодо впливу корозійних пошкоджень та процесів старіння;
- моделювання експлуатаційних процесів у елементах авіаційних конструкцій, розрахунки напружено деформованого та граничного стану критичних деталей з урахуванням впливу комплексу технологічних та експлуатаційних факторів;
- прогнозування граничного технічного стану авіаційних конструкцій для забезпечення максимально повного використання їх ресурсного потенціалу, закладеного на етапах проектування та виробництва;
- здійснення неруйнівного контролю стану елементів авіаційних конструкцій;
- визначення фактичного залишку ресурсу силових елементів конструкцій у разі їх корозійних уражень та довготривалих знакозмінних навантажень;
- створення та виробництва броньових матеріалів.

Створення нових композитних матеріалів для конструкцій літальних апаратів та лопатей гелікоптерів.

### Технології електроніки
Розроблення технологій створення напівпровідникових матеріалів і мікроелектронних схем.

### Технології позиціонування, навігації і часу
Розроблення навігаційних систем на базі інерційних датчиків для визначення місцезнаходження в умовах постановки завад супутниковим навігаційним системам.

## Шляхи реалізація основних напрямів
Реалізація основних напрямів розвитку озброєння та військової (спеціальної) техніки на довгостроковий період повинна здійснюватися відповідно до визначених потреб та фінансово-економічних можливостей держави шляхом:
- максимального використання досягнень вітчизняної науки;
- розвитку технологічних можливостей оборонно-промислового комплексу, насамперед у сфері базових і критичних технологій за рахунок реалізації середньострокових державних та інших програм і спрямовується на підготовку виробництва для забезпечення виготовлення нового, модернізацію наявного озброєння та військової (спеціальної) техніки на високому рівні та в необхідній кількості.

Поступовий розвиток озброєння та військової (спеціальної) техніки і формування наукового, технологічного та технічного потенціалу за відповідним напрямом здійснюється у результаті реалізації пріоритетних напрямів розвитку озброєння та військової (спеціальної) техніки шляхом проведення фундаментальних та пошукових досліджень для забезпечення потреб безпеки і оборони за такими напрямами:
- технологія створення напівпровідникових матеріалів і мікроелектронних схем;
- програмне забезпечення електронно-обчислювальної техніки;
- штучний інтелект і робототехніка;
- оптико-електронні прилади і пристрої;
- високочутливі локатори для виявлення малопомітних цілей;
- імпульсні джерела енергії;
- матеріали з високою енергетичною здатністю;
- гіперзвукові засоби ураження;
- композиційні матеріали.